# American Fur Company

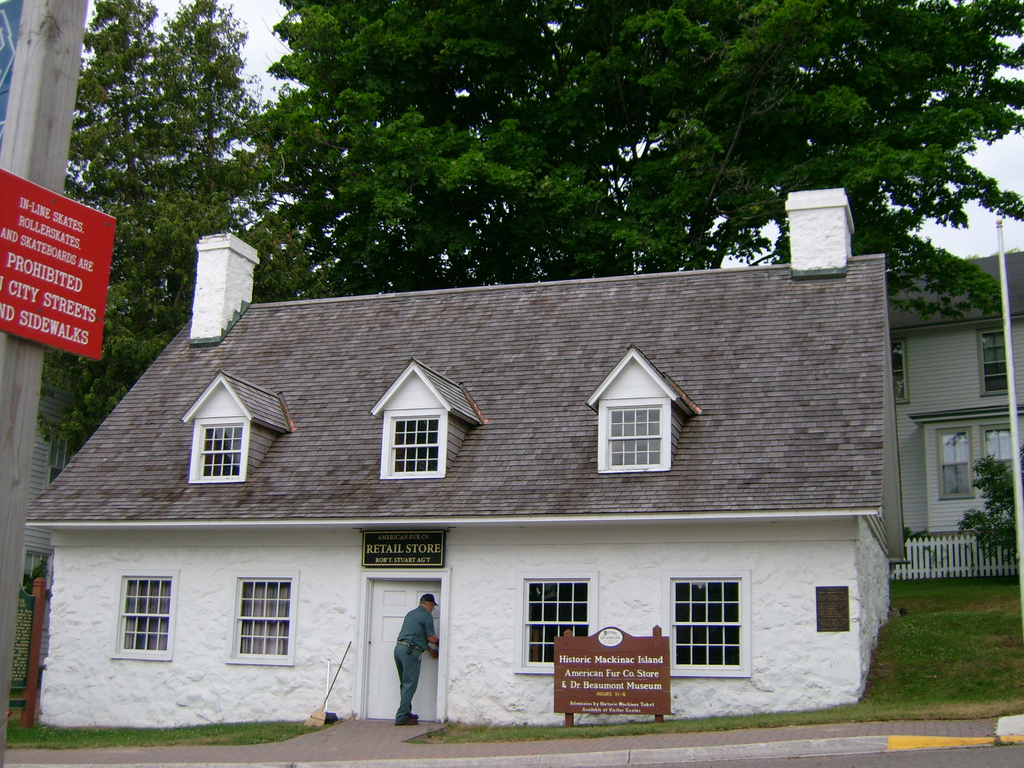
Siedziba American Fur Company na wyspie Mackinac

American Fur Company – powstała na początku XIX wieku firma zajmująca się pozyskiwaniem i handlem cennymi futrami dzikich zwierząt (jak np. bobry, gronostaje, czy wydry morskie) odławianych przez Indian północnoamerykańskich i białych – głównie brytyjskich, francuskich i amerykańskich – traperów i myśliwych.
Kompania została założona w roku 1808 przez Johna Astora, który zaczął specjalizować się w handlu futrami w roku 1784, osiągając znaczne zyski ze sprzedaży skór kupcom z Wielkiej Brytanii. Powstanie kompanii wiązało się z raportem ekspedycji Lewisa i Clarka (1804–1806) i przyczynkiem do wysłania wyprawy do „krainy bobrów” po zachodniej stronie Gór Skalistych. American Fur Company – pozyskująca futra z obszarów wschodniej Kanady i rejonu Wielkich Jezior – natrafiła od samego początku na poważnych konkurentów w postaci Kompanii Zatoki Hudsona i Kompanii Północno-Zachodniej, które zawyżały ceny na rynku. Stąd nadzieje Astora na uruchomienie faktorii futrzarskiej u ujścia rzeki Kolumbia na wybrzeżu Pacyfiku.
Gdy w roku 1809 Astor nawiązał kontakty z kupcami chińskimi w Kantonie oferującymi wysokie ceny za skóry wydr morskich, potrzeba wysłania wyprawy na zachód okazała się niezbędna. By doprowadzić przedsięwzięcie do pomyślnego rozwiązania, Astor zorganizował dwie ekspedycje – jedną drogą morską, drugą zaś lądową.
We wrześniu 1810 roku Nowy Jork opuścił statek Tonquin, który – drogą wokół przylądka Horn – dotarł w marcu roku następnego do celu. Tam grupa cieśli pod nadzorem Roberta Stuarta przystąpiła do budowy faktorii nazwanej na cześć fundatora ekspedycji Astorią, a dowódca statku, kapitan Jonathan Thorn, zajął się kupowaniem futer od okolicznych Indian z plemienia Nuu-chah-nulth. Porywczość Thorna doprowadziła wkrótce do zerwania przyjaznych początkowo stosunków; doszło do ostrej wymiany zdań, w czasie której kapitan spoliczkował wodza. W trakcie gwałtownego starcia, jakie teraz nastąpiło, Indianie pozabijali większość załogi, zniszczeniu uległ także – wysadzony w powietrze – statek. Tym samym przepadła szansa na transport futer drogą morską.
Ekspedycja lądowa miała własne problemy. Grupą, złożoną z 56 białych, którym towarzyszyli indiańscy przewodnicy oraz trójka tłumaczy (Marie Dorion i jej mąż Pierre Dorion Młodszy oraz Edward Rose), dowodził przemysłowiec Wilson Price Hunt, posiadający niewielkie doświadczenie jako wędrowiec.
Grupa wyruszyła z St. Louis wczesną wiosną 1811 roku z zamiarem podążania śladami Lewisa i Clarka, ale obawa przed spotkaniem z nieprzyjaznymi Czarnymi Stopami spowodowała, że wybrano dłuższą drogę. Po osiągnięciu rzeki Snake postanowiono spłynąć nią do Kolumbii, w związku z czym zakupiono od Indian odpowiednią ilość canoe, ale wkrótce rzeka okazała się zbyt rwąca i kilku uczestników wyprawy utonęło. W rezultacie zrezygnowano z trzymania się rzeki. Ekspedycja podzieliła się na kilka grup, które posuwały się dalej pieszo. Ci co przeżyli, dotarli do Astorii w lutym 1812 roku.
Astoria – pierwsze stałe osiedle na północnym zachodzie Ameryki – nie spełniła nadziei Astora. Od czerwca 1812 roku Stany Zjednoczone były w stanie wojny z Wielką Brytanią. W związku z groźbą uderzenia ze strony Royal Navy i tym samym zniszczenia faktorii wraz z zawartością, ludzie Astora odsprzedali placówkę Kompanii Północno-Zachodniej. I chociaż na mocy traktatu gandawskiego Astoria w roku 1818 wróciła do American Fur Company, Astor stracił zainteresowanie tym kierunkiem działań i skoncentrował się na rejonie Wielkich Jezior.
Wkrótce kompania zaczęła zarabiać krocie na skórach bizonich z Wielkich Równin. Dzięki działaniom Kennetha McKenzie’go w latach trzydziestych XIX wieku udało się zawrzeć porozumienie z dawniej nieprzyjaznymi Czarnymi Stopami odnośnie do polowań na bizony.
W roku 1834 Astor, przewidując zmianę trendów mody w Europie, wyprzedał akcje American Fur Company. Okazało się, że miał rację: zapotrzebowanie na futra bobrowe ustało raptownie. Astor skoncentrował się na handlu nieruchomościami i po niedługim czasie został jednym z najbogatszych ludzi w Ameryce.